# Джонні Годро
Джонні Годро (англ. Johnny Gaudreau; 13 серпня 1993, Сейлем — 29 серпня 2024, Олдменс Тауншип) — американський хокеїст, крайній нападник, захищав кольори клубу НХЛ «Колумбус Блю-Джекетс» та збірної команди США.

## Ігрова кар'єра
Хокейну кар'єру розпочав 2009 року на юніорському рівні. Після одного сезону в ХЛСШ дебютував у складі хокейної команди Бостонського коледжу.
2011 року був обраний на драфті НХЛ під 104-м загальним номером командою «Калгарі Флеймс».
У складі хокейної команди Бостонського коледжу відіграв до кінця сезону 2013/14, а вже 11 квітня 2014 Джонні дебютував в НХЛ у складі «Калгарі Флеймс». Наступний сезон став повноцінним для Годро. 22 грудня 2014 зробив свій перший хет-трик розписавшись в воротах «Лос-Анджелес Кінгс» 4–3. Таким чином він перевершив рекорд Джо Ньювендайка сезону 1987—88 для молодих гравців «Флеймс» та став наймолодшим автором хет-трику. У січні 2015 обраний на матч всіх зірок НХЛ, де брав участь в одній із номінацій, де його противником виступив чех Якуб Ворачек. 11 березня 2015 набрав 50-те очко в регулярному чемпіонаті, а згодом і перевершив ще один рекорд для молодих гравців «Флеймс» встановлений Джеромом Ігінлою в сезоні 1996—97 коли останній набрав 50 очок, за підсумками сезону Годро набрав 64 очка (24+40).
Сезон 2015/16 став для Джонні ще більш яскравим, він перевершив показники торішнього і по закинутих шайбах 30 і кількістю голевих передач 48. А взимку вдруге брав участь в матчі всіх зірок НХЛ.
Через не спірні моменти під час підписання контракту перед сезоном 2016/17 Джонні не брав участі в тренувльному таборі. 10 жовтня 2016 такі уклав новий шестирічний контракт на суму $6.75 мільйонів доларів. 16 листопада 2016 року в матчі проти «Міннесота Вайлд» він отримав травму пальця і вибув на шість тижнів. Незважаючи на це в 72 іграх він набрав 61 очко (18+43).
У сезоні 2017/18 нападник потрапляє до топ двадцяти найкращих бомбардирів регулярної першості набравши 84 очка (24+60), правда «Калгарі Флеймс» вчергове пропустив плей-оф Кубка Стенлі.
Сезон 2018/19 став найкращим, восьме місце в загальній класифікації бомбардирів регулярного чемпіонату 99 очок (36+63).
Наступні два роки не принесли настільки вражаючих результатів, натомість у сезоні 2021/22 Годро оновив свій власний попередній рекорд до 115 очок (40+75).
13 липня 2022 року Джонні погодився укласти контракт з клубом «Колумбус Блю-Джекетс».

## На рівні збірних
Був гравцем молодіжної збірної США, у складі якої брав участь у 7 іграх та став чемпіоном світу.
У складі збірної Північної Америки брав участь в Кубку світу 2016 року.
У складі національної збірної США брав участь в чотирьох чемпіонатах світу, бронзовий призер 2018 року.

## Нагороди та досягнення
- Чемпіон світу молодіжного чемпіонату світу — 2013.
- Учасник матчу молодих зірок НХЛ — 2015.
- Бронзовий призер чемпіонату світу — 2018.
- Учасник матчу усіх зірок НХЛ — 2016, 2017, 2018, 2019, 2022, 2023.
- Пам'ятний трофей Леді Бінг — 2017.
- Перша команда всіх зірок НХЛ — 2022.
- Володар нагороди Плюс-Мінус — 2022.

## Смерть
Джонні та його брат Метью загинули від наїзду п’яним водієм під час їзди на велосипеді 29 серпня 2024 року в містечку Олдменс Тауншип, штат Нью-Джерсі. У Годро залишилися дружина і двоє дітей.

## Статистика

### Клубні виступи
| Сезон        | Клуб                   | Ліга         | Регулярний сезон | Регулярний сезон | Регулярний сезон | Регулярний сезон | Регулярний сезон | Плей-оф | Плей-оф | Плей-оф | Плей-оф | Плей-оф |
| Сезон        | Клуб                   | Ліга         | І                | Г                | П                | О                | ШХ               | І       | Г       | П       | О       | ШХ      |
| ------------ | ---------------------- | ------------ | ---------------- | ---------------- | ---------------- | ---------------- | ---------------- | ------- | ------- | ------- | ------- | ------- |
| 2009–10      | Команда Comcast        | Міджіт AAA   | 46               | 29               | 27               | 56               | —                | —       | —       | —       | —       | —       |
| 2010–11      | «Дюбюк Файтінг Сейнтс» | ХЛСШ         | 60               | 36               | 36               | 72               | 36               | 11      | 5       | 6       | 11      | 6       |
| 2011–12      | Бостонський коледж     | НКАА         | 44               | 21               | 23               | 44               | 10               | —       | —       | —       | —       | —       |
| 2012–13      | Бостонський коледж     | НКАА         | 35               | 21               | 30               | 51               | 29               | —       | —       | —       | —       | —       |
| 2013–14      | Бостонський коледж     | НКАА         | 40               | 36               | 44               | 80               | 14               | —       | —       | —       | —       | —       |
| 2013–14      | «Калгарі Флеймс»       | НХЛ          | 1                | 1                | 0                | 1                | 0                | —       | —       | —       | —       | —       |
| 2014–15      | «Калгарі Флеймс»       | НХЛ          | 80               | 24               | 40               | 64               | 14               | 11      | 4       | 5       | 9       | 6       |
| 2015–16      | «Калгарі Флеймс»       | НХЛ          | 79               | 30               | 48               | 78               | 18               | —       | —       | —       | —       | —       |
| 2016–17      | «Калгарі Флеймс»       | НХЛ          | 72               | 18               | 43               | 61               | 4                | 4       | 0       | 2       | 2       | 0       |
| 2017–18      | «Калгарі Флеймс»       | НХЛ          | 80               | 24               | 60               | 84               | 26               | —       | —       | —       | —       | —       |
| 2018–19      | «Калгарі Флеймс»       | НХЛ          | 82               | 36               | 63               | 99               | 24               | 5       | 0       | 1       | 1       | 2       |
| 2019–20      | «Калгарі Флеймс»       | НХЛ          | 70               | 18               | 40               | 58               | 12               | 10      | 4       | 3       | 7       | 0       |
| 2020–21      | «Калгарі Флеймс»       | НХЛ          | 56               | 19               | 30               | 49               | 6                | —       | —       | —       | —       | —       |
| 2021–22      | «Калгарі Флеймс»       | НХЛ          | 82               | 40               | 75               | 115              | 26               | 12      | 3       | 11      | 14      | 2       |
| 2022–23      | «Колумбус Блю-Джекетс» | НХЛ          | 80               | 21               | 53               | 74               | 22               | —       | —       | —       | —       | —       |
| 2023–24      | «Колумбус Блю-Джекетс» | НХЛ          | 81               | 12               | 48               | 60               | 22               | —       | —       | —       | —       | —       |
| Усього в НХЛ | Усього в НХЛ           | Усього в НХЛ | 763              | 243              | 500              | 743              | 176              | 42      | 11      | 22      | 33      | 10      |

### Збірна
| Рік                | Команда            | Турнір             | Місце              | І  | Г  | П  | О  | ШХ |
| ------------------ | ------------------ | ------------------ | ------------------ | -- | -- | -- | -- | -- |
| 2013               | США                | МЧС                | 1                  | 7  | 7  | 2  | 9  | 4  |
| 2014               | США                | ЧС                 | 6-е                | 8  | 2  | 8  | 10 | 2  |
| 2016               | Північна Америка   | КС                 | 5-е                | 3  | 2  | 2  | 4  | 0  |
| 2017               | США                | ЧС                 | 5-е                | 8  | 6  | 5  | 11 | 0  |
| 2018               | США                | ЧС                 | 3                  | 10 | 1  | 8  | 9  | 12 |
| 2019               | США                | ЧС                 | 7-е                | 6  | 1  | 1  | 2  | 2  |
| 2024               | США                | ЧС                 | 5-е                | 8  | 3  | 8  | 11 | 0  |
| Молодіжна збірна   | Молодіжна збірна   | Молодіжна збірна   | Молодіжна збірна   | 12 | 9  | 4  | 13 | 4  |
| Національна збірна | Національна збірна | Національна збірна | Національна збірна | 43 | 15 | 32 | 47 | 16 |